# Попов, Георгий Васильевич
Гео́ргий Васи́льевич Попо́в (1912—1968) — советский военнослужащий, участник Великой Отечественной войны, командир миномётной роты 1337-го стрелкового полка (318-я стрелковая дивизия, 18-я армия, Северо-Кавказский фронт), старший лейтенант. Герой Советского Союза (1943).

## Биография
Родился 1 (14) апреля 1912 года на хуторе Мокроталовка Области Войска Донского, ныне Тарасовского района Ростовской области, в семье донского казака-крестьянина. Русский. В семье был последним — девятым сыном.
В 1928 году закончил семь классов и стал работать в колхозе трактористом.
В Красной Армии в 1934—1937 годах и с августа 1941 года. После демобилизации, в 1937 году, вновь сел за руль трактора. В 1940 году его направили учиться в Новочеркасскую Высшую коммунистическую сельскохозяйственную школу, но закончить её не успел в связи с начавшейся войной.
В 1942 году окончил Сталинградское военно-политическое училище. В действующей армии — с марта 1942 года.
Командир миномётной роты старший лейтенант Г. Попов отличился в ноябре 1943 года. Миномётная рота вместе со стрелковыми подразделениями была высажена на Керченский полуостров в районе посёлка Эльтиген (ныне посёлок Героевское в черте города Керчь). Её задачей было отвлечь внимание противника, чтобы дать возможность высадиться другим подразделениям. Ночью десантникам удалось захватить несколько окопов и удержаться в них. Советские воины захватили 24 пушки, 15 автомашин с боеприпасами, большое количество автоматов, пулемётов, различного снаряжения, уничтожили более 200 немецких солдат и офицеров.
После войны капитан Попов — в запасе. Член ВКП(б) с 1948 года.
Демобилизовавшись, прибыл в Тарасовский район Ростовской области. В январе 1946 года был выбран председателем Россошанского сельского совета. В ноябре 1946 его направляют в «запущенный в организационном и хозяйственном отношении» колхоз «Красный путиловец». В марте 1950 года его, уже передовой колхоз, укрупняют за счет соседних отстающих колхозов. Крупнейшее в районе коллективное хозяйство получает новое наименование — колхоз имени Андреева.
В 1954 году Чернышковский район Сталинградской области вошел во вновь образованную Каменскую область и Попов по направлению областного комитета партии попадает в хутор Чернышковский (ныне посёлок городского типа Чернышковский Чернышковского района Волгоградской области), в котором работал председателем колхоза и прожил до конца жизни.
Умер 11 марта 1968 года. Похоронен в пгт Чернышковском на центральной площади.

## Награды
- Указом Президиума Верховного Совета СССР от 17 ноября 1943 года за мужество, отвагу и героизм, проявленные в борьбе с немецко-фашистскими захватчиками, старшему лейтенанту Попову Георгию Васильевичу присвоено звание Героя Советского Союза с вручением ордена Ленина и медали «Золотая Звезда» (№ 7063).
- Награждён орденом Отечественной войны 1-й степени и медалями.